# 武金辉
武金辉（1953年3月—），男，汉族，河北沧州人，中华人民共和国政治人物，曾任中共西藏自治区党委组织部常务副部长，西藏自治区人大常委会副主任。